# Xysta
Xysta är ett släkte av tvåvingar. Xysta ingår i familjen parasitflugor.
Kladogram enligt Catalogue of Life:
| Xysta | \| \| Xysta holosericea \| \| \| \| \| \| Xysta incana \| \| \| \| |
|       | \| \| Xysta holosericea \| \| \| \| \| \| Xysta incana \| \| \| \| |
|       | Xysta holosericea                                                  |
|       |                                                                    |
|       | Xysta incana                                                       |
|       |                                                                    |